# 8945 Cavaradossi
8945 Cavaradossi este un asteroid din centura principală de asteroizi.

## Descriere
8945 Cavaradossi este un asteroid din centura principală de asteroizi. A fost descoperit pe 1 februarie 1997 la Prescott de Paul G. Comba. Asteroidul prezintă o orbită caracterizată de o semiaxă mare de 3,09 ua, o excentricitate de 0,09 și o înclinație de 11,9° în raport cu ecliptica.